# Dmytro Krivtsov
Dmytro Ivanovych Kryvtsov (em ucraniano:  Дмитро Іванович Кривцов; Pervomaisk, 3 de abril de 1985) é um ciclista profissional olímpico ucraniano.
Krivtsov representou sua nação nos Jogos Olímpicos de Verão de 2012 em Londres, competindo na prova de estrada.